# Lena Böklin
Lena Böklin, född 13 december 1915 i Bärbo socken, död 30 december 1978 i Nyköping var en svensk fotograf.

## Biografi
Lena Böklin var dotter till godsägarparet Ernst Böklin och Mona född Ewerlöf. Hon växte upp på godset Täckhammar nära Nyköping. Hon gick på Nyköpings flickskola och senare på Nya Elementarskolan för flickor i Stockholm.
Hon tog studentexamen i Stockholm och utbildade sig därefter i teknisk fysik vid Kungliga Tekniska högskolan. Senare utbildade hon sig även i konst- och religionsvetenskap vid Stockholms universitet. Hon utbildade sig till fotograf i Stockholm, som lärling hos Ateljé Uggla. Mellan 1939 och 1942 var Lena Böklin anställd på Svenska Turistföreningen som fotograf, bildarkivföreståndare och bildredaktör. Under 1930- och 1940-talen hade hon egen ateljé i Stockholm där hon huvudsakligen var verksam men hon arbetade även i Södermanland. Under 1940-talet arbetade hon som fotograf på uppdrag av Socialstyrelsen, där hon dokumenterade en undersökning i cirka 200 hushåll i Nyköping och Tuna socken. År 1947 fick hon silvermedaljen i Svenska Fotografers Förbunds pristävling för fotot "I växthuset". Samma år vann hon Fotografiska Föreningens vandringspris. År 1948 nådde hon en milstolpe i sin karriär genom att ställa ut 19 av sina fotografier på galleriet The London Salon of Photography. Samma år bidrog hon foton till boken "Stockholm, Sveriges huvudstad" av Svenska Turistföreningen, tillsammans med Lennart af Petersen och C.G. Rosenberg. År 1949 publicerades boken "Västerås" med hennes foton och texter av Sven Drakenberg. Som enda kvinnlig fotograf från Sverige ställde hon ut på Världsutställningen av fotografi i Luzern år 1951. År 1953 invigde Göteborgs konstmuseum sin första utställning med fokus på fotografi. I utställningen "Svensk fotokonst 1948-51" fanns även Lena Böklins foton med, bland andra fotografer som Anna Riwkin-Brick, Hans Hammarskiöld och Rune Hassner. De utställda fotona ingick sedan i museets samling. Hon bidrog också regelbundet till årsboken "Årets bilder".
År 1955 blev hon handikappad och kunde inte fortsätta i fotografiyrket. Hon återvände till hembygden. Hennes barndomshem Täckhammar är ett återkommande motiv i hennes verk och blev även föremål för en avhandling som hon skapade, kompletterad med ett omfattande antal fotografier. Delar av denna avhandling publicerades i hembygdsföreningens skrift Sörmlandsbygden 1961.
Lena Böklins finns representerad på ArkDes, Moderna museet och i Riksantikvarieämbetets arkiv. Över 400 foton, bland annat ett urval av hennes bilder från Täckhammar och över 100 bilder från hushållsundersökningen år 1945, finns bevarade i Sörmlands museums samlingar.